# 梅日吉爾齊
49°7′39″N 24°47′26″E / 49.12750°N 24.79056°E
梅日吉爾齊（烏克蘭語：Межигірці），是烏克蘭西部的村莊，隸屬伊萬諾-弗蘭科夫斯克州的伊萬諾-弗蘭科夫斯克區。該村面積10.9平方公里，2001年人口638，人口密度每平方公里58.7人。